# Need You Tonight
Need You Tonight is een nummer van de Australische rockband INXS uit het najaar van 1987. Het is de vierde single van hun zesde studioalbum Kick.
Het is een van de bekendste singles van INXS en werd wereldwijd een hit. De plaat  behaalde de 3e positie in de hitlijst in hun thuisland Australië en in Nieuw-Zeeland. In de Verenigde Staten behaalde de single de nummer 1-positie in de Billboard Hot 100 en in Canada de 2e. In het Verenigd Koninkrijk werd de 2e positie bereikt in de UK Singles Chart, net als in Ierland.
In Nederland was de plaat op maandag 16 november 1987 de 402e AVRO's Radio en TV-Tip op Radio 3 en werd een hit in de destijds twee hitlijsten op de nationale publieke popzender. De plaat bereikte de 12e positie in de Nationale Hitparade Top 100 en de 11e positie in de Nederlandse Top 40. In de Europese hitlijst op Radio 3, de TROS Europarade, werd géén notering behaald, aangezien deze lijst op 25 juni 1987 voor de laatste keer op Radio 3 werd uitgezonden.
In België bereikte de single de 8e positie in de Vlaamse Radio 2 Top 30 en de 9e positie in de Vlaamse Ultratop 50.

## NPO Radio 2 Top 2000
| Nummer met noteringen in de NPO Radio 2 Top 2000 | '03  | '04  | '05  | '06  | '07  | '08  | '09  | '10  | '11  | '12  | '13  | '14  | '15-'16 | '17  | '18-'20 | '21  | '22  | '23  | '24  |
| ------------------------------------------------ | ---- | ---- | ---- | ---- | ---- | ---- | ---- | ---- | ---- | ---- | ---- | ---- | ------- | ---- | ------- | ---- | ---- | ---- | ---- |
| Need You Tonight                                 | 1478 | 1164 | 1707 | 1526 | 1929 | 1655 | 1948 | 1816 | 1857 | 1563 | 1631 | 1691 | -       | 1755 | -       | 1925 | 1927 | 1951 | 1937 |

1. ↑  Een '-' betekent dat het nummer niet was genoteerd en een vetgedrukt getal geeft de hoogste notering aan.
2. ↑  2003 was het eerste jaar met een notering voor dit nummer.